# Кастель-дель-Монте
Кастель-дель-Монте (італ. Castel del Monte) — муніципалітет в Італії, у регіоні Абруццо,  провінція Л'Аквіла.
Кастель-дель-Монте розташований на відстані близько 120 км на північний схід від Рима, 28 км на схід від Л'Акуїли.
Населення — 433 особи (2014).

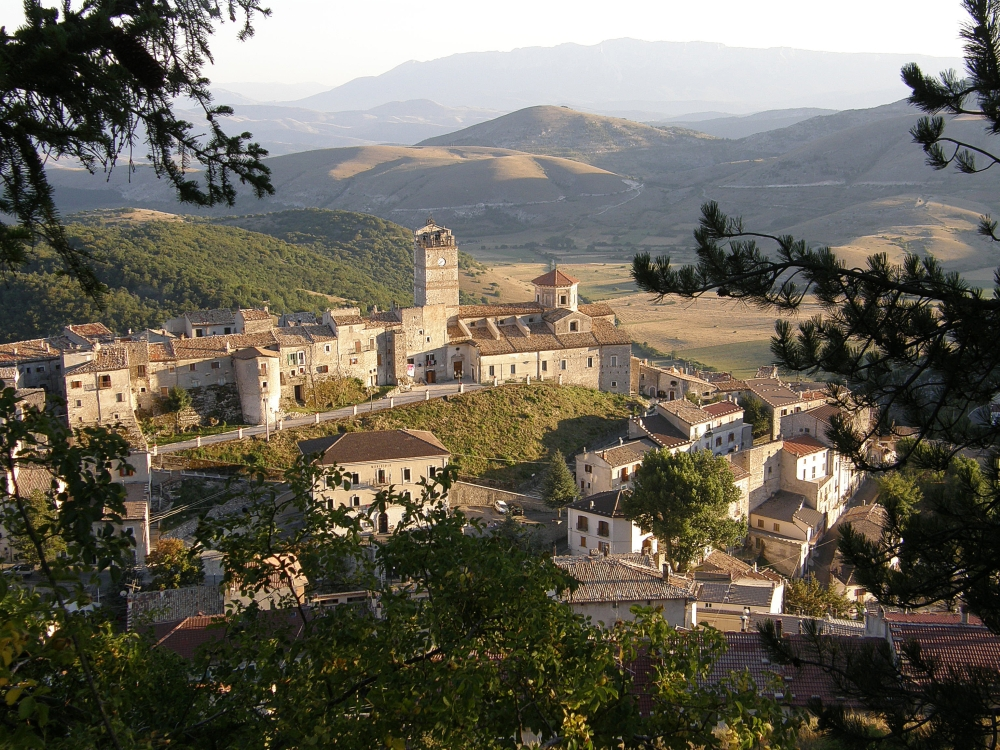

Щорічний фестиваль відбувається 7 серпня. Покровитель — San Donato.

## Демографія
Населення за роками:

Станом на 1 січня 2023 року в муніципалітеті офіційно проживало 110 іноземців з 23 країн, серед них 33 громадяни країн Євросоюзу та 1 громадянин України.

## Сусідні муніципалітети
- Арсіта
- Калашіо
- Кастеллі
- Фариндола
- Офена
- Вілла-Чельєра
- Вілла-Санта-Лучія-дельї-Абруцці